# Francis William Aston
Pour les articles homonymes, voir Aston.
Francis William Aston (1er septembre 1877 à Harborne, Birmingham, Angleterre - 20 novembre 1945 à Cambridge, Angleterre) est un chimiste et physicien anglais. Il reçoit, en 1922, le prix Nobel de chimie « pour sa découverte, au moyen de son spectromètre de masse, des isotopes d'un grand nombre d'éléments non radioactifs et pour sa formulation de la règle des nombres entiers ».

## Études et carrière
En 1893 Francis William Aston commence sa carrière académique au Mason College qui devient plus tard l'université de Birmingham. À cette époque, John Henry Poynting, Frankland et Tilden y enseignent. À partir de 1896 il conduit des recherches en chimie organique dans un laboratoire privé installé chez son père. En 1898, il reçoit une bourse Forester pour étudier avec Frankland, ses travaux portent alors sur les propriétés optiques des composés d'acide tartrique. Il commence des travaux sur la fermentation à l'école des brasseurs de Bermingham et travaille pour la brasserie W. Butler & Co. Brewery en 1900. Il termine cette incursion dans le domaine de la brasserie en 1903.
Il obtient une nouvelle bourse à l'université de Birmingham, pour y étudier la physique, à la suite de la découverte des rayons X et de la radioactivité au milieu des années 1890. Il commence ses études par la génération de rayons X grâce à un flux d'électrons au travers d'un tube à décharge (tube contenant un gaz et muni d'électrodes). Il concentre ses travaux sur le vide poussé et améliore divers types de pompes à vide. Ses recherches le conduisent au développement d'un nouveau tube électronique à haut courant de décharge que l'on nommera plus tard le Aston Dark Space,,.
Après la mort de son père et un voyage à travers le monde, en 1908, il est nommé chargé de cours à l'université de Birmingham en 1909, mais il quitte ce poste en 1910 pour rejoindre le Cavendish Laboratory de Cambridge à l'invitation de Joseph John Thomson.
Il se consacre dès lors à l'étude des courants de particules chargées positivement, courants émis lorsqu'il y a décharge électrique dans un tube empli d'un gaz à basse pression. Il en déduit qu'il est possible, au moyen de champs magnétiques et électriques, de séparer les particules en fonction du rapport entre leur masse et leur charge. Grâce au spectromètre de masse, qu'il a perfectionné (1919), Aston découvre que de nombreux corps sont formés du mélange de deux ou de plusieurs isotopes légèrement différents. Ce travail est la première étude quantitative applicable à tous les corps. En 1920, il effectue des mesures précises de l'énergie de liaison des noyaux qui permettront à Arthur Eddington de suggérer que la source d'énergie des étoiles provenait de la fusion nucléaire de l'hydrogène en hélium.
Aston découvre les isotopes (1922) et les spectres de masse et isotopes (1933). Il reçoit le prix Nobel de chimie, ainsi que la médaille Hughes en 1922.